# 반 고흐 미술관

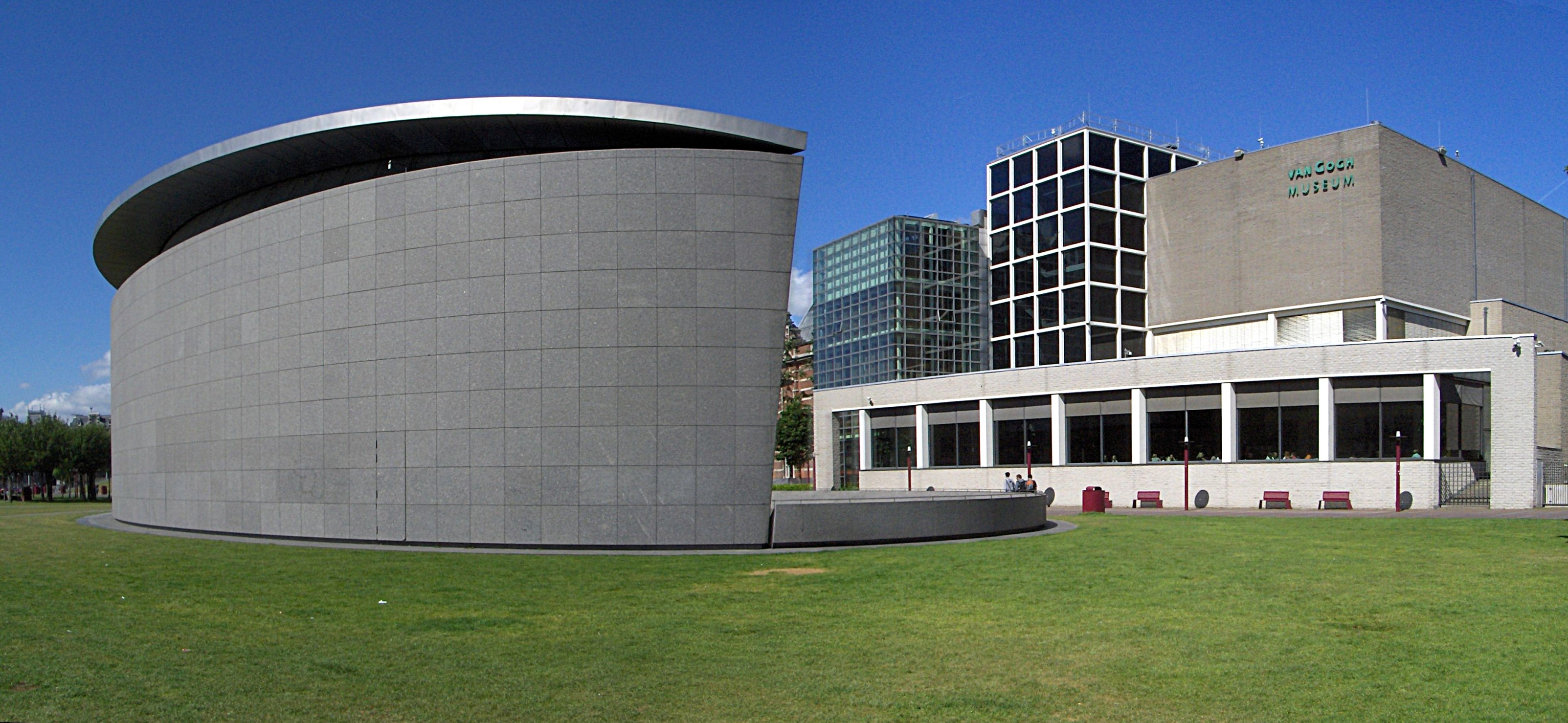
반 고흐 미술관

반 고흐 미술관(네덜란드어: Van Gogh Museum)은 네덜란드 암스테르담에 있는 빈센트 반 고흐의 작품을 중심으로 한 미술관이다.

## 같이 보기
- 크뢸러 뮐러 미술관